# 1953 w polityce

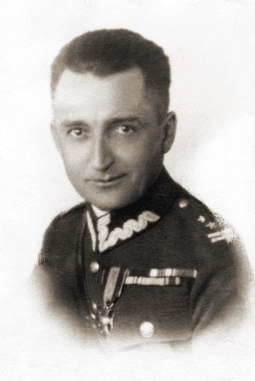
August Emil Fieldorf „Nil”

Wydarzenia polityczne w 1953 roku.

## Styczeń
- 1 stycznia – proklamowano Republikę Malediwów[1].
- 13 stycznia – marszałek Josip Broz Tito został prezydentem Jugosławii[2].
- 19 stycznia – w Wietnamie oddziały Việt Minhu rozpoczęły ofensywę w Annamie[1].
- 20 stycznia – Dwight D. Eisenhower objął prezydenturę USA[1].

## Luty
- 24 lutego – został stracony generał August Emil Fieldorf, pseudonim „Nil”[3].
- 28 lutego – rządy Grecji, Jugosławii i Turcji podpisały układ o przyjaźni i współpracy zwany Paktem bałkańskim[1].

## Marzec
- 5 marca – po doznanym 1 marca wylewie zmarł radziecki dyktator Józef Stalin[4].
- 10 marca – polskie władze komunistyczne zamknęły Tygodnik Powszechny. Decyzję tę podjęto po odmowie członków zespołu redakcyjnego zamieszczenia artykułu żałobnego po śmierci Stalina[1].

## Kwiecień
- 25 kwietnia – zmarł William Duff, kanadyjski polityk[5].

## Maj
- 8 maja – episkopat Polski przekazał na ręce premiera Polski Ludowej Bolesława Bieruta memoriał Non possumus[1].

## Lipiec
- 27 lipca – podpisany został rozejm pomiędzy Koreą Północną a Południową[1].

## Wrzesień
- 7 września – I sekretarzem KC KPZR został Nikita Chruszczow[1].
- 25 września – w Warszawie aresztowano prymasa Polski, kardynała Stefana Wyszyńskiego[1].

## Październik
- 22 października – zmarł Albert Meyer, prezydent Szwajcarii[6].

## Listopad
- 9 listopada – król Norodom Sihanouk ogłosił niepodległość Kambodży[1].

## Grudzień
- 5 grudnia – zbiegł podpułkownik Józef Światło, wicedyrektor X Departamentu Ministerstwa Bezpieczeństwa Publicznego[1].
- 10 grudnia – Pokojową Nagrodę Nobla otrzymał George Marshall[1].